# Route I/65 (Slovaquie)
Pour les articles homonymes, voir I65 et Route 65.
La I/65 (en slovaque : cesta I. triedy 65) est une route slovaque de première catégorie reliant Nitra à Martin. Elle mesure 122,7 km.

## Tracé
- Région de Nitra
  - Nitra
  - Kolíňany
  - Beladice
- Région de Banská Bystrica
  - Hronský Beňadik
  - Nová Baňa
  - Žarnovica
  - Bzenica
  - Bzenica
  - Hliník nad Hronom
  - Lehôtka pod Brehmi
  - Ladomerská Vieska
  - Stará Kremnička
  - Bartošova Lehôtka
  - Horná Ves
  - Kremnica
  - Kremnické Bane
- Région de Žilina
  - Turček
  - Horná Štubňa
  - Karlová
  - Košťany nad Turcom
  - Martin